# اولاف تون
اولاف تون (به آلمانی: Olaf Thon) بازیکن فوتبال و مدافع اهل آلمان است که از سال ۱۹۸۴ میلادی عضو تیم ملی فوتبال آلمان بوده‌است. وی در ۵۲ بازی ملی حضور داشته است و آخرین بازی ملی خود را در سال ۱۹۹۸ میلادی انجام داد. اولاف تون در بازی‌های ملی‌اش ۳ گل به ثمر رساند.